# Tiësto/Auszeichnungen für Musikverkäufe

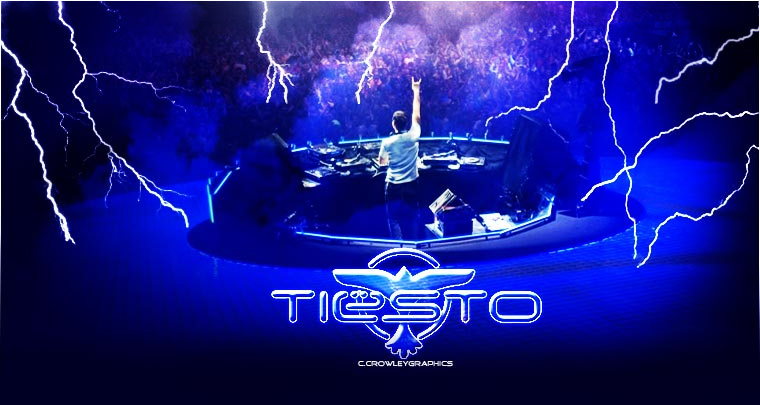
Tiësto

Dies ist eine Übersicht über die Auszeichnungen für Musikverkäufe des niederländischen DJs Tiësto. Die Auszeichnungen finden sich nach ihrer Art (Gold, Platin usw.), nach Staaten getrennt in chronologischer Reihenfolge, geordnet sowie nach den Tonträgern selbst, ebenfalls in chronologischer Reihenfolge, getrennt nach Medium (Alben, Singles usw.), wieder.

## Auszeichnungen
| - Europa (Impala) - 2007: für das Album Elements of Life - Vereinigtes Königreich - 2013: für das Album Elements of Life - 2013: für das Album Just Be - 2013: für das Album Magikal Journey - 2013: für die Single C’mon (Catch ’Em by Surprise) - 2014: für das Album Parade of the Athletes - 2022: für die Single Secrets - 2024: für das Album The London Sessions - 2024: für die Single Lay Low - 2025: für die Single Drifting - Australien - 2008: für das Videoalbum Copenhagen: Elements of Life World Tour - 2023: für die Single Don’t Be Shy - Belgien - 2006: für das Album Just Be - 2007: für das Album Elements of Life - 2018: für die Single Jackie Chan - 2019: für die Single Ritual - 2024: für die Single Mockingbird - Brasilien - 2024: für die Single Wasted - 2024: für die Single On My Way - 2024: für das Lied Lose You - 2025: für die Single Rule the World (Everybody) - Dänemark - 2009: für das Videoalbum Copenhagen: Elements of Life World Tour - 2014: für das Streaming Red Lights - 2019: für die Single Secrets - 2023: für die Single 10:35 - 2023: für die Single Ritual - 2024: für die Single Lay Low - Deutschland - 2010: für das Videoalbum Copenhagen: Elements of Life World Tour - 2019: für die Single Jackie Chan - 2023: für die Single 10:35 - 2023: für die Single Lay Low - 2023: für die Single Secrets - Europa (Impala) - 2012: für das Album Club Life Volume One Las Vegas - 2012: für das Album Club Life Volume Two Miami - 2012: für das Album Kaleidoscope - Finnland - 2021: für die Single The Business - Frankreich - 2020: für die Single Ritual - 2024: für die Single Lay Low - 2024: für die Single Don’t Be Shy - 2024: für die Single Boom - Griechenland - 2005: für das Album Just Be - 2005: für das Album Parade of the Athletes - 2023: für die Single Lay Low - Irland - 2006: für das Album In Search of Sunrise - 2007: für das Album Search of Sunrise 6 - Italien - 2014: für die Single Red Lights - 2014: für die Single Wasted - 2019: für die Single Secrets - 2019: für die Single Ritual - 2021: für die Single Boom - 2023: für die Single 10:35 - 2024: für die Single Lay Low - 2024: für die Single Thank You (Not So Bad) - 2025: für das Album Drive - Kanada - 2006: für das Videoalbum Tiësto in Concert 2 - 2007: für das Album In Search of Sunrise 5 - 2008: für das Album In Search of Sunrise 6 - 2008: für das Videoalbum Copenhagen: Elements of Life World Tour - 2009: für das Album In Search of Sunrise 7 - 2010: für die Single Feel It - 2010: für das Album Kaleidoscope - 2010: für das Album Elements of Life - 2014: für die Single Red Lights - 2014: für die Single Wasted - 2023: für die Single Hot in It - 2024: für die Single Thank You (Not So Bad) - Mexiko - 2010: für das Album Kaleidoscope - Neuseeland - 2016: für die Single Wasted - 2023: für die Single 10:35 - Niederlande - 2003: für das Videoalbum Tiësto in Concert - 2004: für das Album Nyana - 2005: für das Album In Search of Sunrise 4 (Latin America) - 2005: für das Album Parade of the Athletes - 2005: für das Videoalbum Tiësto in Concert 2 - 2006: für das Album In My Memory - 2007: für das Album Elements of Life - 2007: für das Album In Search of Sunrise 5 - Österreich - 2018: für die Single Jackie Chan - Polen - 2007: für das Album Elements of Life - 2023: für die Single Hot in It - 2024: für die Single Secrets - 2024: für die Single Drifting - 2024: für die Single Baila Conmigo - Portugal - 2018: für die Single Jackie Chan - 2020: für die Single Ritual - 2022: für die Single Don’t Be Shy - 2023: für die Single 10:35 - 2023: für die Single Lay Low - Russland - 2008: für das Album In Search of Sunrise 7 - 2010: für das Album Kaleidoscope: Remixed - 2010: für das Album Magikal Journey - 2011: für das Album Club Life Volume One Las Vegas - Schweden - 2014: für die Single Red Lights - 2014: für das Album A Town Called Paradise - 2016: für die Single Chemicals - Spanien - 2014: für das Streaming Wasted - 2015: für die Single Wasted - 2024: für die Single 10:35 - 2024: für die Single Jackie Chan - 2024: für die Single Lay Low - 2024: für die Single Thank You (Not So Bad) - Ungarn - 2007: für das Album Elements of Life - Vereinigte Staaten - 2019: für die Single Secrets - 2022: für die Single Don’t Be Shy - 2023: für das Album Drive - 2024: für das Lied Provenza (Remix) - Vereinigtes Königreich - 2017: für die Single Wasted - 2021: für die Single Red Lights - 2022: für die Single The Right Song - 2024: für das Album Drive - 2025: für die Single Hot in It - 2025: für die Single Thank You (Not So Bad) | - Australien - 2014: für die Single Red Lights - 2018: für die Single Jackie Chan - 2023: für die Single 10:35 - Belgien - 2021: für die Single The Business - Brasilien - 2022: für die Single Coffee (Give Me Something) - 2022: für die Single The Motto - 2024: für die Single God Is a Dancer - 2024: für die Single Boom - 2024: für die Single Red Lights - Dänemark - 2014: für das Streaming Wasted - 2019: für die Single Jackie Chan - 2023: für die Single The Motto - 2024: für die Single Red Lights - 2025: für die Single Thank You (Not So Bad) - Deutschland - 2022: für die Single The Motto - 2025: für die Single Thank You (Not So Bad) - Finnland - 2022: für die Single The Motto - Frankreich - 2022: für die Single The Business - 2023: für die Single The Motto - 2024: für die Single Jackie Chan - 2025: für die Single 10:35 - 2025: für die Single Thank You (Not So Bad) - Italien - 2021: für die Single The Business - 2022: für die Single The Motto - 2023: für die Single Don’t Be Shy - Kanada - 2016: für die Single Feel It in My Bones - 2021: für die Single Ritual - 2023: für die Single Don’t Be Shy - Mexiko - 2019: für die Single Jackie Chan - Neuseeland - 2021: für die Single The Business - 2025: für das Album Drive - Niederlande - 2007: für das Album Just Be - Norwegen - 2018: für die Single Jackie Chan - 2020: für die Single Ritual - 2022: für die Single The Motto - Österreich - 2023: für die Single 10:35 - 2023: für die Single Lay Low - 2025: für die Single Thank You (Not So Bad) - Polen - 2021: für die Single Boom - 2021: für die Single God Is a Dancer - 2023: für das Album The London Sessions - 2024: für die Single 10:35 - Portugal - 2022: für die Single The Motto - Russland - 2009: für das Album Kaleidoscope - Schweden - 2018: für die Single Boom - 2020: für die Single Ritual - Schweiz - 2023: für die Single 10:35 - 2024: für die Single Thank You (Not So Bad) - Spanien - 2024: für die Single The Motto - 2025: für die Single Ritual - Vereinigte Staaten - 2015: für die Single Wasted - 2018: für die Single Red Lights - 2021: für die Single The Business - 2022: für die Single The Motto - 2023: für die Single 10:35 - Vereinigtes Königreich - 2021: für die Single Adagio for Strings - 2022: für die Single Ritual - 2023: für die Single The Motto - 2023: für die Single 10:35 - 2024: für die Single God Is a Dancer - Deutschland - 2022: für die Single The Business - Australien - 2023: für die Single The Motto - Brasilien - 2022: für die Single Don’t Be Shy - Dänemark - 2023: für die Single The Business - Italien - 2019: für die Single Jackie Chan - Kanada - 2024: für das Album Drive - 2025: für die Single Lay Low - Österreich - 2023: für die Single The Motto - Polen - 2021: für die Single Blue - 2023: für die Single Don’t Be Shy - 2024: für die Single Thank You (Not So Bad) - Schweden - 2018: für die Single Jackie Chan - Spanien - 2024: für die Single The Business - 2024: für die Single Contigo - Vereinigte Staaten - 2022: für die Single Jackie Chan - Vereinigtes Königreich - 2023: für die Single The Business - 2024: für die Single Jackie Chan | - Belgien - 2024: für die Single Thank You (Not So Bad) - Brasilien - 2024: für die Single Ritual - Neuseeland - 2023: für die Single Jackie Chan - Österreich - 2023: für die Single The Business - Polen - 2021: für die Single Jackie Chan - 2024: für die Single Lay Low - Portugal - 2022: für die Single The Business - Spanien - 2024: für die Single Don’t Be Shy - Irland - 2006: für das Videoalbum Tiësto in Concert - Polen - 2024: für die Single The Motto - Australien - 2023: für die Single The Business - Kanada - 2025: für die Single 10:35 - Kanada - 2023: für die Single Jackie Chan - 2025: für die Single The Motto - Kanada - 2025: für die Single The Business - Brasilien - 2024: für die Single Jackie Chan - Polen - 2021: für die Single Ritual - 2024: für die Single The Business - Brasilien - 2022: für die Single The Business |

## Auszeichnungen nach Alben

### In Search of Sunrise
| Land/Region   | Auszeichnungen für Musikverkäufe (Land/Region, Auszeichnung, Verkäufe) | Verkäufe |
| ------------- | ---------------------------------------------------------------------- | -------- |
| Irland (IRMA) | Gold                                                                   | 7.500    |
| Insgesamt     | 1× Gold ·                                                              | 7.500    |

### In My Memory
| Land/Region        | Auszeichnungen für Musikverkäufe (Land/Region, Auszeichnung, Verkäufe) | Verkäufe |
| ------------------ | ---------------------------------------------------------------------- | -------- |
| Niederlande (NVPI) | Gold                                                                   | 35.000   |
| Insgesamt          | 1× Gold ·                                                              | 35.000   |

### Nyana
| Land/Region        | Auszeichnungen für Musikverkäufe (Land/Region, Auszeichnung, Verkäufe) | Verkäufe |
| ------------------ | ---------------------------------------------------------------------- | -------- |
| Niederlande (NVPI) | Gold                                                                   | 40.000   |
| Insgesamt          | 1× Gold ·                                                              | 40.000   |

### Just Be
| Land/Region                  | Auszeichnungen für Musikverkäufe (Land/Region, Auszeichnung, Verkäufe) | Verkäufe |
| ---------------------------- | ---------------------------------------------------------------------- | -------- |
| Belgien (BRMA)               | Gold                                                                   | 25.000   |
| Griechenland (IFPI)          | Gold                                                                   | 10.000   |
| Niederlande (NVPI)           | Platin                                                                 | 70.000   |
| Vereinigtes Königreich (BPI) | Silber                                                                 | 60.000   |
| Insgesamt                    | 1× Silber · 2× Gold · 1× Platin ·                                      | 165.000  |

### Parade of the Athletes
| Land/Region                  | Auszeichnungen für Musikverkäufe (Land/Region, Auszeichnung, Verkäufe) | Verkäufe |
| ---------------------------- | ---------------------------------------------------------------------- | -------- |
| Griechenland (IFPI)          | Gold                                                                   | 10.000   |
| Niederlande (NVPI)           | Gold                                                                   | 40.000   |
| Vereinigtes Königreich (BPI) | Silber                                                                 | 60.000   |
| Insgesamt                    | 1× Silber · 2× Gold ·                                                  | 110.000  |

### In Search of Sunrise 4
| Land/Region        | Auszeichnungen für Musikverkäufe (Land/Region, Auszeichnung, Verkäufe) | Verkäufe |
| ------------------ | ---------------------------------------------------------------------- | -------- |
| Niederlande (NVPI) | Gold                                                                   | 40.000   |
| Insgesamt          | 1× Gold ·                                                              | 40.000   |

### In Search of Sunrise 5
| Land/Region        | Auszeichnungen für Musikverkäufe (Land/Region, Auszeichnung, Verkäufe) | Verkäufe |
| ------------------ | ---------------------------------------------------------------------- | -------- |
| Kanada (MC)        | Gold                                                                   | 50.000   |
| Niederlande (NVPI) | Gold                                                                   | 35.000   |
| Insgesamt          | 2× Gold ·                                                              | 85.000   |

### Elements of Life
| Land/Region                  | Auszeichnungen für Musikverkäufe (Land/Region, Auszeichnung, Verkäufe) | Verkäufe |
| ---------------------------- | ---------------------------------------------------------------------- | -------- |
| Belgien (BRMA)               | Gold                                                                   | 25.000   |
| Europa (Impala)              | Silber                                                                 | (30.000) |
| Kanada (MC)                  | Gold                                                                   | 50.000   |
| Niederlande (NVPI)           | Gold                                                                   | 35.000   |
| Polen (ZPAV)                 | Gold                                                                   | 10.000   |
| Ungarn (MAHASZ)              | Gold                                                                   | 3.000    |
| Vereinigtes Königreich (BPI) | Silber                                                                 | 60.000   |
| Insgesamt                    | 2× Silber · 5× Gold ·                                                  | 183.000  |

### Search of Sunrise 6
| Land/Region   | Auszeichnungen für Musikverkäufe (Land/Region, Auszeichnung, Verkäufe) | Verkäufe |
| ------------- | ---------------------------------------------------------------------- | -------- |
| Irland (IRMA) | Gold                                                                   | 7.500    |
| Kanada (MC)   | Gold                                                                   | 50.000   |
| Insgesamt     | 2× Gold · × Platin ·                                                   | 57.500   |

### In Search of Sunrise 7
| Land/Region     | Auszeichnungen für Musikverkäufe (Land/Region, Auszeichnung, Verkäufe) | Verkäufe |
| --------------- | ---------------------------------------------------------------------- | -------- |
| Kanada (MC)     | Gold                                                                   | 40.000   |
| Russland (NFPF) | Gold                                                                   | 10.000   |
| Insgesamt       | 2× Gold ·                                                              | 50.000   |

### Kaleidoscope
| Land/Region       | Auszeichnungen für Musikverkäufe (Land/Region, Auszeichnung, Verkäufe) | Verkäufe |
| ----------------- | ---------------------------------------------------------------------- | -------- |
| Europa (Impala)   | Gold                                                                   | 75.000   |
| Kanada (MC)       | Gold                                                                   | 40.000   |
| Mexiko (AMPROFON) | Gold                                                                   | 30.000   |
| Russland (NFPF)   | Platin                                                                 | (20.000) |
| Insgesamt         | 3× Gold · 1× Platin ·                                                  | 145.000  |

### Kaleidoscope: Remixed
| Land/Region     | Auszeichnungen für Musikverkäufe (Land/Region, Auszeichnung, Verkäufe) | Verkäufe |
| --------------- | ---------------------------------------------------------------------- | -------- |
| Russland (NFPF) | Gold                                                                   | 10.000   |
| Insgesamt       | 1× Gold ·                                                              | 10.000   |

### Magikal Journey
| Land/Region                  | Auszeichnungen für Musikverkäufe (Land/Region, Auszeichnung, Verkäufe) | Verkäufe |
| ---------------------------- | ---------------------------------------------------------------------- | -------- |
| Russland (NFPF)              | Gold                                                                   | 10.000   |
| Vereinigtes Königreich (BPI) | Gold                                                                   | 60.000   |
| Insgesamt                    | 1× Silber · 1× Gold ·                                                  | 70.000   |

### Club Life Volume One Las Vegas
| Land/Region     | Auszeichnungen für Musikverkäufe (Land/Region, Auszeichnung, Verkäufe) | Verkäufe |
| --------------- | ---------------------------------------------------------------------- | -------- |
| Europa (Impala) | Gold                                                                   | 75.000   |
| Russland (NFPF) | Gold                                                                   | (10.000) |
| Insgesamt       | 2× Gold ·                                                              | 75.000   |

### Club Life Volume Two Miami
| Land/Region     | Auszeichnungen für Musikverkäufe (Land/Region, Auszeichnung, Verkäufe) | Verkäufe |
| --------------- | ---------------------------------------------------------------------- | -------- |
| Europa (Impala) | Gold                                                                   | 75.000   |
| Insgesamt       | 1× Gold ·                                                              | 75.000   |

### A Town Called Paradise
| Land/Region     | Auszeichnungen für Musikverkäufe (Land/Region, Auszeichnung, Verkäufe) | Verkäufe |
| --------------- | ---------------------------------------------------------------------- | -------- |
| Schweden (IFPI) | Gold                                                                   | 20.000   |
| Insgesamt       | 1× Gold ·                                                              | 20.000   |

### The London Sessions
| Land/Region                  | Auszeichnungen für Musikverkäufe (Land/Region, Auszeichnung, Verkäufe) | Verkäufe |
| ---------------------------- | ---------------------------------------------------------------------- | -------- |
| Polen (ZPAV)                 | Platin                                                                 | 20.000   |
| Vereinigtes Königreich (BPI) | Silber                                                                 | 60.000   |
| Insgesamt                    | 1× Silber · 1× Platin ·                                                | 80.000   |

### Drive
| Land/Region                  | Auszeichnungen für Musikverkäufe (Land/Region, Auszeichnung, Verkäufe) | Verkäufe |
| ---------------------------- | ---------------------------------------------------------------------- | -------- |
| Italien (FIMI)               | Gold                                                                   | 25.000   |
| Kanada (MC)                  | 2× Platin                                                              | 160.000  |
| Neuseeland (RMNZ)            | Platin                                                                 | 15.000   |
| Vereinigte Staaten (RIAA)    | Gold                                                                   | 500.000  |
| Vereinigtes Königreich (BPI) | Gold                                                                   | 100.000  |
| Insgesamt                    | 3× Gold · 3× Platin ·                                                  | 800.000  |

## Auszeichnungen nach Singles

### Adagio for Strings
| Land/Region                  | Auszeichnungen für Musikverkäufe (Land/Region, Auszeichnung, Verkäufe) | Verkäufe |
| ---------------------------- | ---------------------------------------------------------------------- | -------- |
| Vereinigtes Königreich (BPI) | Platin                                                                 | 600.000  |
| Insgesamt                    | 1× Platin ·                                                            | 600.000  |

### Feel It
| Land/Region | Auszeichnungen für Musikverkäufe (Land/Region, Auszeichnung, Verkäufe) | Verkäufe |
| ----------- | ---------------------------------------------------------------------- | -------- |
| Kanada (MC) | Gold                                                                   | 40.000   |
| Insgesamt   | 1× Gold ·                                                              | 40.000   |

### Feel It in My Bones
| Land/Region | Auszeichnungen für Musikverkäufe (Land/Region, Auszeichnung, Verkäufe) | Verkäufe |
| ----------- | ---------------------------------------------------------------------- | -------- |
| Kanada (MC) | Gold                                                                   | 40.000   |
| Insgesamt   | 1× Gold ·                                                              | 40.000   |

### C’mon (Catch ’Em by Surprise)
| Land/Region                  | Auszeichnungen für Musikverkäufe (Land/Region, Auszeichnung, Verkäufe) | Verkäufe |
| ---------------------------- | ---------------------------------------------------------------------- | -------- |
| Vereinigtes Königreich (BPI) | Silber                                                                 | 200.000  |
| Insgesamt                    | 1× Silber ·                                                            | 200.000  |

### Red Lights
| Land/Region                  | Auszeichnungen für Musikverkäufe (Land/Region, Auszeichnung, Verkäufe) | Verkäufe  |
| ---------------------------- | ---------------------------------------------------------------------- | --------- |
| Australien (ARIA)            | Platin                                                                 | 70.000    |
| Brasilien (PMB)              | Platin                                                                 | 60.000    |
| Italien (FIMI)               | Gold                                                                   | 15.000    |
| Kanada (MC)                  | Gold                                                                   | 40.000    |
| Schweden (IFPI)              | Gold                                                                   | 20.000    |
| Vereinigte Staaten (RIAA)    | Platin                                                                 | 1.000.000 |
| Vereinigtes Königreich (BPI) | Gold                                                                   | 400.000   |
| Insgesamt                    | 4× Gold · 3× Platin ·                                                  | 1.605.000 |

### Wasted
| Land/Region                  | Auszeichnungen für Musikverkäufe (Land/Region, Auszeichnung, Verkäufe) | Verkäufe  |
| ---------------------------- | ---------------------------------------------------------------------- | --------- |
| Brasilien (PMB)              | Gold                                                                   | 30.000    |
| Italien (FIMI)               | Gold                                                                   | 15.000    |
| Kanada (MC)                  | Gold                                                                   | 40.000    |
| Neuseeland (RMNZ)            | Gold                                                                   | 7.500     |
| Spanien (Promusicae)         | Gold                                                                   | 20.000    |
| Vereinigte Staaten (RIAA)    | Platin                                                                 | 1.000.000 |
| Vereinigtes Königreich (BPI) | Gold                                                                   | 400.000   |
| Insgesamt                    | 6× Gold · 1× Platin ·                                                  | 1.512.500 |

### Secrets
| Land/Region                  | Auszeichnungen für Musikverkäufe (Land/Region, Auszeichnung, Verkäufe) | Verkäufe |
| ---------------------------- | ---------------------------------------------------------------------- | -------- |
| Dänemark (IFPI)              | Gold                                                                   | 45.000   |
| Deutschland (BVMI)           | Gold                                                                   | 200.000  |
| Italien (FIMI)               | Gold                                                                   | 25.000   |
| Polen (ZPAV)                 | Gold                                                                   | 25.000   |
| Vereinigte Staaten (RIAA)    | Gold                                                                   | 500.000  |
| Vereinigtes Königreich (BPI) | Silber                                                                 | 200.000  |
| Insgesamt                    | 1× Silber · 5× Gold ·                                                  | 995.000  |

### Chemicals
| Land/Region     | Auszeichnungen für Musikverkäufe (Land/Region, Auszeichnung, Verkäufe) | Verkäufe |
| --------------- | ---------------------------------------------------------------------- | -------- |
| Schweden (IFPI) | Gold                                                                   | 20.000   |
| Insgesamt       | 1× Gold ·                                                              | 20.000   |

### Boom
| Land/Region       | Auszeichnungen für Musikverkäufe (Land/Region, Auszeichnung, Verkäufe) | Verkäufe |
| ----------------- | ---------------------------------------------------------------------- | -------- |
| Brasilien (PMB)   | Platin                                                                 | 60.000   |
| Frankreich (SNEP) | Gold                                                                   | 100.000  |
| Italien (FIMI)    | Gold                                                                   | 35.000   |
| Polen (ZPAV)      | Platin                                                                 | 50.000   |
| Schweden (IFPI)   | Platin                                                                 | 80.000   |
| Insgesamt         | 2× Gold · 3× Platin ·                                                  | 325.000  |

### The Right Song
| Land/Region                  | Auszeichnungen für Musikverkäufe (Land/Region, Auszeichnung, Verkäufe) | Verkäufe |
| ---------------------------- | ---------------------------------------------------------------------- | -------- |
| Vereinigtes Königreich (BPI) | Gold                                                                   | 400.000  |
| Insgesamt                    | 1× Gold ·                                                              | 400.000  |

### On My Way
| Land/Region     | Auszeichnungen für Musikverkäufe (Land/Region, Auszeichnung, Verkäufe) | Verkäufe |
| --------------- | ---------------------------------------------------------------------- | -------- |
| Brasilien (PMB) | Gold                                                                   | 20.000   |
| Insgesamt       | 1× Gold ·                                                              | 20.000   |

### Jackie Chan
| Land/Region                  | Auszeichnungen für Musikverkäufe (Land/Region, Auszeichnung, Verkäufe) | Verkäufe  |
| ---------------------------- | ---------------------------------------------------------------------- | --------- |
| Australien (ARIA)            | Platin                                                                 | 70.000    |
| Belgien (BRMA)               | Gold                                                                   | 20.000    |
| Brasilien (PMB)              | Diamant                                                                | 160.000   |
| Dänemark (IFPI)              | Platin                                                                 | 90.000    |
| Deutschland (BVMI)           | Gold                                                                   | 200.000   |
| Frankreich (SNEP)            | Platin                                                                 | 200.000   |
| Italien (FIMI)               | 2× Platin                                                              | 100.000   |
| Kanada (MC)                  | 7× Platin                                                              | 560.000   |
| Mexiko (AMPROFON)            | Platin                                                                 | 60.000    |
| Neuseeland (RMNZ)            | 3× Platin                                                              | 90.000    |
| Norwegen (IFPI)              | Platin                                                                 | 60.000    |
| Österreich (IFPI)            | Gold                                                                   | 15.000    |
| Polen (ZPAV)                 | 3× Platin                                                              | 150.000   |
| Portugal (AFP)               | Gold                                                                   | 5.000     |
| Schweden (IFPI)              | 2× Platin                                                              | 160.000   |
| Spanien (Promusicae)         | Gold                                                                   | 30.000    |
| Vereinigte Staaten (RIAA)    | 2× Platin                                                              | 2.000.000 |
| Vereinigtes Königreich (BPI) | 2× Platin                                                              | 1.200.000 |
| Insgesamt                    | 5× Gold · 26× Platin · 1× Diamant ·                                    | 5.170.000 |

### Ritual
| Land/Region                  | Auszeichnungen für Musikverkäufe (Land/Region, Auszeichnung, Verkäufe) | Verkäufe  |
| ---------------------------- | ---------------------------------------------------------------------- | --------- |
| Belgien (BRMA)               | Gold                                                                   | 20.000    |
| Brasilien (PMB)              | 3× Platin                                                              | 120.000   |
| Dänemark (IFPI)              | Gold                                                                   | 45.000    |
| Frankreich (SNEP)            | Gold                                                                   | 100.000   |
| Italien (FIMI)               | Gold                                                                   | 25.000    |
| Kanada (MC)                  | Platin                                                                 | 80.000    |
| Norwegen (IFPI)              | Platin                                                                 | 60.000    |
| Polen (ZPAV)                 | Diamant                                                                | 250.000   |
| Portugal (AFP)               | Gold                                                                   | 5.000     |
| Schweden (IFPI)              | Platin                                                                 | 80.000    |
| Spanien (Promusicae)         | Platin                                                                 | 60.000    |
| Vereinigtes Königreich (BPI) | Platin                                                                 | 600.000   |
| Insgesamt                    | 5× Gold · 8× Platin · 1× Diamant ·                                     | 1.445.000 |

### God Is a Dancer
| Land/Region                  | Auszeichnungen für Musikverkäufe (Land/Region, Auszeichnung, Verkäufe) | Verkäufe |
| ---------------------------- | ---------------------------------------------------------------------- | -------- |
| Brasilien (PMB)              | Platin                                                                 | 40.000   |
| Polen (ZPAV)                 | Platin                                                                 | 50.000   |
| Vereinigtes Königreich (BPI) | Platin                                                                 | 600.000  |
| Insgesamt                    | 3× Platin ·                                                            | 690.000  |

### Blue
| Land/Region  | Auszeichnungen für Musikverkäufe (Land/Region, Auszeichnung, Verkäufe) | Verkäufe |
| ------------ | ---------------------------------------------------------------------- | -------- |
| Polen (ZPAV) | 2× Platin                                                              | 100.000  |
| Insgesamt    | 2× Platin ·                                                            | 100.000  |

### Coffee (Give Me Something)
| Land/Region     | Auszeichnungen für Musikverkäufe (Land/Region, Auszeichnung, Verkäufe) | Verkäufe |
| --------------- | ---------------------------------------------------------------------- | -------- |
| Brasilien (PMB) | Platin                                                                 | 40.000   |
| Insgesamt       | 1× Platin ·                                                            | 40.000   |

### The Business
| Land/Region                  | Auszeichnungen für Musikverkäufe (Land/Region, Auszeichnung, Verkäufe) | Verkäufe  |
| ---------------------------- | ---------------------------------------------------------------------- | --------- |
| Australien (ARIA)            | 5× Platin                                                              | 350.000   |
| Belgien (BRMA)               | Platin                                                                 | 40.000    |
| Brasilien (PMB)              | 2× Diamant                                                             | 320.000   |
| Dänemark (IFPI)              | 2× Platin                                                              | 180.000   |
| Deutschland (BVMI)           | 3× Gold                                                                | 600.000   |
| Finnland (IFPI)              | Gold                                                                   | 20.000    |
| Frankreich (SNEP)            | Platin                                                                 | 200.000   |
| Italien (FIMI)               | Platin                                                                 | 70.000    |
| Kanada (MC)                  | 8× Platin                                                              | 640.000   |
| Neuseeland (RMNZ)            | Platin                                                                 | 30.000    |
| Österreich (IFPI)            | 3× Platin                                                              | 90.000    |
| Polen (ZPAV)                 | Diamant                                                                | 250.000   |
| Portugal (AFP)               | 3× Platin                                                              | 30.000    |
| Spanien (Promusicae)         | 2× Platin                                                              | 120.000   |
| Vereinigte Staaten (RIAA)    | Platin                                                                 | 1.000.000 |
| Vereinigtes Königreich (BPI) | 2× Platin                                                              | 1.200.000 |
| Insgesamt                    | 2× Gold · 31× Platin · 3× Diamant ·                                    | 5.140.000 |

### Don’t Be Shy
| Land/Region               | Auszeichnungen für Musikverkäufe (Land/Region, Auszeichnung, Verkäufe) | Verkäufe  |
| ------------------------- | ---------------------------------------------------------------------- | --------- |
| Australien (ARIA)         | Gold                                                                   | 35.000    |
| Brasilien (PMB)           | 2× Platin                                                              | 80.000    |
| Frankreich (SNEP)         | Gold                                                                   | 100.000   |
| Italien (FIMI)            | Platin                                                                 | 100.000   |
| Kanada (MC)               | Platin                                                                 | 80.000    |
| Polen (ZPAV)              | 2× Platin                                                              | 100.000   |
| Portugal (AFP)            | Gold                                                                   | 5.000     |
| Spanien (Promusicae)      | 3× Platin                                                              | 180.000   |
| Vereinigte Staaten (RIAA) | Gold                                                                   | 500.000   |
| Insgesamt                 | 4× Gold · 9× Platin ·                                                  | 1.180.000 |

### The Motto
| Land/Region                  | Auszeichnungen für Musikverkäufe (Land/Region, Auszeichnung, Verkäufe) | Verkäufe  |
| ---------------------------- | ---------------------------------------------------------------------- | --------- |
| Australien (ARIA)            | 2× Platin                                                              | 140.000   |
| Brasilien (PMB)              | Platin                                                                 | 40.000    |
| Dänemark (IFPI)              | Platin                                                                 | 90.000    |
| Deutschland (BVMI)           | Platin                                                                 | 400.000   |
| Finnland (IFPI)              | Platin                                                                 | 40.000    |
| Frankreich (SNEP)            | Platin                                                                 | 200.000   |
| Italien (FIMI)               | Platin                                                                 | 100.000   |
| Kanada (MC)                  | 7× Platin                                                              | 560.000   |
| Norwegen (IFPI)              | Platin                                                                 | 60.000    |
| Österreich (IFPI)            | 2× Platin                                                              | 60.000    |
| Polen (ZPAV)                 | 4× Platin                                                              | 200.000   |
| Portugal (AFP)               | Platin                                                                 | 10.000    |
| Spanien (Promusicae)         | Platin                                                                 | 60.000    |
| Vereinigte Staaten (RIAA)    | Platin                                                                 | 1.000.000 |
| Vereinigtes Königreich (BPI) | Platin                                                                 | 600.000   |
| Insgesamt                    | 26× Platin ·                                                           | 3.560.000 |

### Hot in It
| Land/Region                  | Auszeichnungen für Musikverkäufe (Land/Region, Auszeichnung, Verkäufe) | Verkäufe |
| ---------------------------- | ---------------------------------------------------------------------- | -------- |
| Kanada (MC)                  | Gold                                                                   | 40.000   |
| Polen (ZPAV)                 | Gold                                                                   | 25.000   |
| Vereinigtes Königreich (BPI) | Gold                                                                   | 400.000  |
| Insgesamt                    | 3× Gold ·                                                              | 465.000  |

### Baila Conmigo
| Land/Region  | Auszeichnungen für Musikverkäufe (Land/Region, Auszeichnung, Verkäufe) | Verkäufe |
| ------------ | ---------------------------------------------------------------------- | -------- |
| Polen (ZPAV) | Gold                                                                   | 25.000   |
| Insgesamt    | 1× Gold ·                                                              | 25.000   |

### 10:35
| Land/Region                  | Auszeichnungen für Musikverkäufe (Land/Region, Auszeichnung, Verkäufe) | Verkäufe  |
| ---------------------------- | ---------------------------------------------------------------------- | --------- |
| Australien (ARIA)            | Platin                                                                 | 70.000    |
| Dänemark (IFPI)              | Platin                                                                 | 90.000    |
| Deutschland (BVMI)           | Gold                                                                   | 200.000   |
| Frankreich (SNEP)            | Platin                                                                 | 200.000   |
| Italien (FIMI)               | Gold                                                                   | 50.000    |
| Kanada (MC)                  | 5× Platin                                                              | 400.000   |
| Neuseeland (RMNZ)            | Gold                                                                   | 15.000    |
| Österreich (IFPI)            | Platin                                                                 | 30.000    |
| Polen (ZPAV)                 | Platin                                                                 | 50.000    |
| Portugal (AFP)               | Gold                                                                   | 5.000     |
| Schweiz (IFPI)               | Platin                                                                 | 20.000    |
| Spanien (Promusicae)         | Gold                                                                   | 30.000    |
| Vereinigte Staaten (RIAA)    | Platin                                                                 | 1.000.000 |
| Vereinigtes Königreich (BPI) | Platin                                                                 | 600.000   |
| Insgesamt                    | 5× Gold · 13× Platin ·                                                 | 2.760.000 |

### Lay Low
| Land/Region                  | Auszeichnungen für Musikverkäufe (Land/Region, Auszeichnung, Verkäufe) | Verkäufe |
| ---------------------------- | ---------------------------------------------------------------------- | -------- |
| Dänemark (IFPI)              | Gold                                                                   | 45.000   |
| Deutschland (BVMI)           | Gold                                                                   | 200.000  |
| Frankreich (SNEP)            | Gold                                                                   | 100.000  |
| Griechenland (IFPI)          | Gold                                                                   | 10.000   |
| Italien (FIMI)               | Gold                                                                   | 50.000   |
| Kanada (MC)                  | 2× Platin                                                              | 160.000  |
| Österreich (IFPI)            | Platin                                                                 | 30.000   |
| Polen (ZPAV)                 | 3× Platin                                                              | 150.000  |
| Portugal (AFP)               | Gold                                                                   | 5.000    |
| Spanien (Promusicae)         | Gold                                                                   | 30.000   |
| Vereinigtes Königreich (BPI) | Silber                                                                 | 200.000  |
| Insgesamt                    | 1× Silber · 7× Gold · 6× Platin ·                                      | 980.000  |

### Drifting
| Land/Region                  | Auszeichnungen für Musikverkäufe (Land/Region, Auszeichnung, Verkäufe) | Verkäufe |
| ---------------------------- | ---------------------------------------------------------------------- | -------- |
| Polen (ZPAV)                 | Gold                                                                   | 25.000   |
| Vereinigtes Königreich (BPI) | Silber                                                                 | 200.000  |
| Insgesamt                    | 1× Silber · 1× Gold ·                                                  | 225.000  |

### Rule the World (Everybody)
| Land/Region     | Auszeichnungen für Musikverkäufe (Land/Region, Auszeichnung, Verkäufe) | Verkäufe |
| --------------- | ---------------------------------------------------------------------- | -------- |
| Brasilien (PMB) | Gold                                                                   | 20.000   |
| Insgesamt       | 1× Gold ·                                                              | 20.000   |

### Thank You (Not So Bad)
| Land/Region                  | Auszeichnungen für Musikverkäufe (Land/Region, Auszeichnung, Verkäufe) | Verkäufe  |
| ---------------------------- | ---------------------------------------------------------------------- | --------- |
| Belgien (BRMA)               | 3× Platin                                                              | 60.000    |
| Dänemark (IFPI)              | Platin                                                                 | 90.000    |
| Deutschland (BVMI)           | Platin                                                                 | 600.000   |
| Frankreich (SNEP)            | Platin                                                                 | 200.000   |
| Italien (FIMI)               | Gold                                                                   | 50.000    |
| Kanada (MC)                  | Gold                                                                   | 40.000    |
| Österreich (IFPI)            | Platin                                                                 | 30.000    |
| Polen (ZPAV)                 | 2× Platin                                                              | 100.000   |
| Schweiz (IFPI)               | Platin                                                                 | 30.000    |
| Spanien (Promusicae)         | Gold                                                                   | 30.000    |
| Vereinigtes Königreich (BPI) | Gold                                                                   | 400.000   |
| Insgesamt                    | 4× Gold · 10× Platin ·                                                 | 1.630.000 |

### Contigo
| Land/Region          | Auszeichnungen für Musikverkäufe (Land/Region, Auszeichnung, Verkäufe) | Verkäufe |
| -------------------- | ---------------------------------------------------------------------- | -------- |
| Spanien (Promusicae) | 2× Platin                                                              | 120.000  |
| Insgesamt            | 2× Platin ·                                                            | 120.000  |

### Mockingbird
| Land/Region    | Auszeichnungen für Musikverkäufe (Land/Region, Auszeichnung, Verkäufe) | Verkäufe |
| -------------- | ---------------------------------------------------------------------- | -------- |
| Belgien (BRMA) | Gold                                                                   | 20.000   |
| Insgesamt      | 1× Gold ·                                                              | 20.000   |

## Auszeichnungen nach Liedern

### Lose You
| Land/Region     | Auszeichnungen für Musikverkäufe (Land/Region, Auszeichnung, Verkäufe) | Verkäufe |
| --------------- | ---------------------------------------------------------------------- | -------- |
| Brasilien (PMB) | Gold                                                                   | 20.000   |
| Insgesamt       | 1× Gold ·                                                              | 20.000   |

### Provenza (Remix)
| Land/Region               | Auszeichnungen für Musikverkäufe (Land/Region, Auszeichnung, Verkäufe) | Verkäufe |
| ------------------------- | ---------------------------------------------------------------------- | -------- |
| Vereinigte Staaten (RIAA) | Gold                                                                   | 30.000   |
| Insgesamt                 | 1× Gold ·                                                              | 30.000   |

## Auszeichnungen nach Musikstreamings

### Red Lights
| Land/Region     | Auszeichnungen für Musikverkäufe (Land/Region, Auszeichnung, Verkäufe) | Verkäufe  |
| --------------- | ---------------------------------------------------------------------- | --------- |
| Dänemark (IFPI) | Gold                                                                   | 1.300.000 |
| Insgesamt       | 1× Gold ·                                                              | 1.300.000 |

### Wasted
| Land/Region          | Auszeichnungen für Musikverkäufe (Land/Region, Auszeichnung, Verkäufe) | Verkäufe  |
| -------------------- | ---------------------------------------------------------------------- | --------- |
| Dänemark (IFPI)      | Platin                                                                 | 2.600.000 |
| Spanien (Promusicae) | Gold                                                                   | 4.000.000 |
| Insgesamt            | 1× Gold · 1× Platin ·                                                  | 6.600.000 |

## Auszeichnungen nach Videoalben

### Tiësto in Concert
| Land/Region        | Auszeichnungen für Musikverkäufe (Land/Region, Auszeichnung, Verkäufe) | Verkäufe |
| ------------------ | ---------------------------------------------------------------------- | -------- |
| Irland (IRMA)      | 4× Platin                                                              | 16.000   |
| Niederlande (NVPI) | Gold                                                                   | 40.000   |
| Insgesamt          | 1× Gold · 4× Platin ·                                                  | 56.000   |

### Tiësto in Concert 2
| Land/Region        | Auszeichnungen für Musikverkäufe (Land/Region, Auszeichnung, Verkäufe) | Verkäufe |
| ------------------ | ---------------------------------------------------------------------- | -------- |
| Kanada (MC)        | Gold                                                                   | 5.000    |
| Niederlande (NVPI) | Gold                                                                   | 40.000   |
| Insgesamt          | 2× Gold ·                                                              | 45.000   |

### Copenhagen: Elements of Life World Tour
| Land/Region        | Auszeichnungen für Musikverkäufe (Land/Region, Auszeichnung, Verkäufe) | Verkäufe |
| ------------------ | ---------------------------------------------------------------------- | -------- |
| Australien (ARIA)  | Gold                                                                   | 7.500    |
| Dänemark (IFPI)    | Gold                                                                   | 15.000   |
| Deutschland (BVMI) | Gold                                                                   | 25.000   |
| Kanada (MC)        | Gold                                                                   | 5.000    |
| Insgesamt          | 4× Gold ·                                                              | 52.500   |

## Statistik und Quellen
| Land/RegionAuszeichnungen für Musikverkäufe (Land/Region, Auszeichnungen, Verkäufe, Quellen) | Silber       | Gold         | Platin         | Diamant     | Verkäufe  | Quellen              |
| -------------------------------------------------------------------------------------------- | ------------ | ------------ | -------------- | ----------- | --------- | -------------------- |
| Australien (ARIA)                                                                            | —            | 2× Gold2     | 10× Platin10   | —           | 742.500   | aria.com.au          |
| Belgien (BRMA)                                                                               | —            | 5× Gold5     | 4× Platin4     | —           | 210.000   | ultratop.be          |
| Brasilien (PMB)                                                                              | —            | 4× Gold4     | 10× Platin10   | 3× Diamant3 | 990.000   | pro-musicabr.org.br  |
| Dänemark (IFPI)                                                                              | —            | 5× Gold5     | 7× Platin7     | —           | 670.000   | ifpi.dk              |
| Deutschland (BVMI)                                                                           | —            | 6× Gold6     | 3× Platin3     | —           | 2.425.000 | musikindustrie.de    |
| Europa (Impala)                                                                              | Silber1      | 3× Gold3     | —              | —           | (255.000) | Einzelnachweise      |
| Finnland (IFPI)                                                                              | —            | Gold1        | Platin1        | —           | 60.000    | Einzelnachweise      |
| Frankreich (SNEP)                                                                            | —            | 4× Gold4     | 5× Platin5     | —           | 1.400.000 | snepmusique.com      |
| Griechenland (IFPI)                                                                          | —            | 3× Gold3     | —              | —           | 30.000    | Einzelnachweise      |
| Irland (IRMA)                                                                                | —            | 2× Gold2     | 4× Platin4     | —           | 31.000    | irishcharts.ie       |
| Italien (FIMI)                                                                               | —            | 9× Gold9     | 5× Platin5     | —           | 660.000   | fimi.it              |
| Kanada (MC)                                                                                  | —            | 12× Gold12   | 34× Platin34   | —           | 3.175.000 | musiccanada.com      |
| Mexiko (AMPROFON)                                                                            | —            | Gold1        | Platin1        | —           | 90.000    | amprofon.com.mx      |
| Neuseeland (RMNZ)                                                                            | —            | 2× Gold2     | 5× Platin5     | —           | 157.500   | radioscope.co.nz NZ2 |
| Niederlande (NVPI)                                                                           | —            | 8× Gold8     | Platin1        | —           | 375.000   | nvpi.nl              |
| Norwegen (IFPI)                                                                              | —            | —            | 3× Platin3     | —           | 180.000   | ifpi.no              |
| Österreich (IFPI)                                                                            | —            | Gold1        | 8× Platin8     | —           | 255.000   | ifpi.at              |
| Polen (ZPAV)                                                                                 | —            | 5× Gold5     | 20× Platin20   | 2× Diamant2 | 1.580.000 | olis.pl              |
| Portugal (AFP)                                                                               | —            | 5× Gold5     | 4× Platin4     | —           | 65.000    | Einzelnachweise      |
| Russland (NFPF)                                                                              | —            | 4× Gold4     | Platin1        | —           | 60.000    | 2m-online.ru         |
| Schweden (IFPI)                                                                              | —            | 3× Gold3     | 4× Platin4     | —           | 380.000   | sverigetopplistan.se |
| Schweiz (IFPI)                                                                               | —            | —            | 2× Platin2     | —           | 50.000    | hitparade.ch         |
| Spanien (Promusicae)                                                                         | —            | 6× Gold6     | 9× Platin9     | —           | 680.000   | elportaldemusica.es  |
| Ungarn (MAHASZ)                                                                              | —            | Gold1        | —              | —           | 3.000     | slagerlistak.hu      |
| Vereinigte Staaten (RIAA)                                                                    | —            | 4× Gold4     | 7× Platin7     | —           | 8.530.000 | riaa.com             |
| Vereinigtes Königreich (BPI)                                                                 | 10× Silber10 | 4× Gold4     | 10× Platin10   | —           | 8.600.000 | bpi.co.uk            |
| Insgesamt                                                                                    | 11× Silber11 | 100× Gold100 | 158× Platin158 | 5× Diamant5 |           |                      |